# Neosaropogon maculatus
Neosaropogon maculatus är en tvåvingeart som först beskrevs av Roder 1883.  Neosaropogon maculatus ingår i släktet Neosaropogon och familjen rovflugor. Inga underarter finns listade i Catalogue of Life.